# Puchar Nigerii w piłce nożnej
Puchar Nigerii (ang. Nigerian FA Cup) – coroczne rozgrywki piłkarskie w Nigerii, w których mogą brać udział wszystkie zespoły zarejestrowane w Nigeryjskim Związku Piłki Nożnej. Kolejne fazy pucharu odbywają się drogą eliminacji.

## Zwycięzcy i finały
| Rok  | Zwycięzca                        | Wynik             | Pokonany                         |
| ---- | -------------------------------- | ----------------- | -------------------------------- |
| 1960 | Lagos ECN                        | 5-2               | Ibadan Lions                     |
| 1961 | Ibadan Lions                     | 1-0               | Lagos UAC                        |
| 1962 | Police Abuja                     | 1-0               | Plateau United (Jos)             |
| 1963 | Port Harcourt FC                 | 1-0               | Plateau United (Jos)             |
| 1964 | Lagos Railways                   | 3-1               | Plateau United (Jos)             |
| 1965 | Lagos ECN                        | 3-1               | Plateau United (Jos)             |
| 1966 | Ibadan Lions                     |                   | Plateau United (Jos)             |
| 1967 | Stationery Stores (Lagos)        | 3-1               | Plateau United (Jos)             |
| 1968 | Stationery Stores (Lagos)        | 3-1               | Warri                            |
| 1969 | Ibadan Lions                     | 5-1               | Warri                            |
| 1970 | Lagos ECN                        | 3-1               | Plateau United (Jos)             |
| 1971 | WNDC Ibadan                      | 2-1               | Enugu Rangers                    |
| 1972 | Bendel Insurance FC (Benin City) | 2-2 /3-2          | Mighty Jets FC (Jos)             |
| 1973 | nie rozegrano                    |                   |                                  |
| 1974 | Enugu Rangers                    | 2-0               | Mighty Jets FC (Jos)             |
| 1975 | Enugu Rangers                    | 1-0               | Shooting Stars FC (Ibadan)       |
| 1976 | Enugu Rangers                    | 2-0               | Alyufsalam Rocks (Ilorin)        |
| 1977 | Shooting Stars FC (Ibadan)       | 2-0               | Racca Rovers                     |
| 1978 | Bendel Insurance FC              | 3-0               | Enugu Rangers                    |
| 1979 | Shooting Stars FC (Ibadan)       | 2-0               | Sharks FC (Port Harcourt)        |
| 1980 | Bendel Insurance FC (Benin City) | 1-0               | Stationery Stores (Lagos)        |
| 1981 | Enugu Rangers                    | 2-0               | Bendel Insurance FC (Benin City) |
| 1982 | Stationery Stores (Lagos)        | 4-1               | Niger Tornadoes (Minna)          |
| 1983 | Enugu Rangers                    | 0-0 (karne 5-4)   | DIC Bees (Kaduna)                |
| 1984 | Leventis United (Ibadan)         | 1-0               | Abiola Babes (Abeokuta)          |
| 1985 | Abiola Babes (Abeokuta)          | (karne 6-5)       | BCC Lions (Gboko)                |
| 1986 | Leventis United (Ibadan)         | 1-0               | Abiola Babes (Abeokuta)          |
| 1987 | Abiola Babes (Abeokuta)          | 1-1 (karne 7-6)   | Enugu Rangers                    |
| 1988 | Iwuanyanwu Nationale (Owerri)    | 3-0               | Flash Flamingoes                 |
| 1989 | BCC Lions (Gboko)                | 1-0               | Iwuanyanwu Nationale (Owerri)    |
| 1990 | Stationery Stores (Lagos)        | 0-0 (karne 5-4)   | Enugu Rangers                    |
| 1991 | El-Kanemi Warriors (Maiduguri)   | 3-2               | Kano Pilars FC                   |
| 1992 | El-Kanemi Warriors (Maiduguri)   | 1-0               | Stationery Stores (Lagos)        |
| 1993 | BCC Lions (Gboko)                | 1-0               | Plateau United (Jos)             |
| 1994 | BCC Lions (Gboko)                | 1-0               | Julius Berger (Lagos)            |
| 1995 | Shooting Stars FC (Ibadan)       | 2-0               | Katsina United                   |
| 1996 | Julius Berger (Lagos)            | 1-0 (po dogrywce) | Katsina United                   |
| 1997 | BCC Lions (Gboko)                | 1-0               | Katsina United                   |
| 1998 | Wikki Tourists (Bauchi)          | 0-0 (karne 3-2)   | Plateau United (Jos)             |
| 1999 | Plateau United (Jos)             | 1-0               | Iwuanyanwu Nationale (Owerri)    |
| 2000 | Niger Tornadoes (Minna)          | 1-0               | Enugu Rangers                    |
| 2001 | Dolphins FC (Port Harcourt)      | 2-0               | El-Kanemi Warriors (Maiduguri)   |
| 2002 | Julius Berger (Lagos)            | 3-0               | Yobe Stars (Damaturu)            |
| 2003 | Lobi Stars (Makurdi)             | 2-0               | Sharks FC (Port Harcourt)        |
| 2004 | Dolphins FC (Port Harcourt)      | 1-0               | Enugu Rangers                    |
| 2005 | Enyimba FC (Aba)                 | 1-1 (karne 6-5)   | Lobi Stars (Makurdi)             |
| 2006 | Dolphins FC (Port Harcourt)      | 2-2 (karne 5-3)   | Bendel Insurance                 |
| 2007 | Dolphins FC (Port Harcourt)      | 1-1 (karne 3-2)   | Enugu Rangers                    |
| 2008 | Ocean Boys FC (Brass)            | 2-2 (karne 7-6)   | Gombe United FC                  |
| 2009 | Enyimba FC (Aba)                 | 1-0               | Sharks FC (Port Harcourt)        |
| 2010 | Kaduna United FC                 | 3-3 (karne 3-2)   | Enyimba FC (Aba)                 |
| 2011 | Heartland FC                     | 1-0               | Enyimba FC (Aba)                 |